# Commune rurale de Larionovo
La commune rurale de larionovo (Ларио́новское се́льское поселе́ние) est une commune rurale en Russie située dans le raïon de Priozersk de l'oblast de Léningrad. Son centre administratif est le village de Larionovo (autrefois Norsjoki).

## Géographie
La commune se trouve dans le nord-est du raïon.
Son territoire est traversé par les routes:
- A121 «Sortavala» (Saint-Pétersbourg — Sortavala — Kola)
- 41K-012 (Saint-Pétersbourg — Zaporojskoïe — Priozersk)
- 41K-154 (Torfianoïe — Zaostrovié)
- 41K-185 (Komsomolskoïe — Priozersk)
- 41K-259 (Kommounary — Malaïa Gorka)

Larionovo se trouve à 6 km de Priozersk.
Sa limite orientale marque la rive du lac Ladoga.

## Histoire
Les premiers documents écrits des localités de cette zone remontent à 1500. Le village de Rautu (aujourd'hui Sosnovo) devient le chef-lieu d'une pogost de l'ouïezd de Korela, inféodé  à la république féodale de Novgorod. Korela (aujourd'hui Priozersk) devient un chef-lieu de plusieurs pogosts qui formeront le territoire actuel. Elles sont en butte aux incursions suédoises qui les annexent en 1583 par le traité de Plussa.
Selon le traité de Nystad de 1721, les anciennes pogosts retournent à la Russie. Les anciennes populations (caréliens orthodoxes et Ingriens) avaient déjà quitté en majorité le territoire et sont remplacées par des Finnois luthériens, venus de la province suédoise de Carélie. 
Jusqu'en 1940 (lorsque ces régions étaient finlandaises), cette terre faisait partie de la province de Vyborg. Après la guerre d'Hiver (d'après le traité de Moscou de 1940), la plus grande partie de cette province est donnée à l'URSS et les populations finnoises sont expulsées. Elles sont remplacées ensuite par d'autres populations soviétiques. Certaines reviennent pendant la guerre de Continuation, mais la région redevient définitivement soviétique en 1944.
Le 24 novembre 1944, le conseil rural de Norsjoki avec d'autres soviets du raïon de Keksholm entrent dans l'oblast de Leningrad. Le soviet rural prend le nom de Larionovo.

## Population
En 2006, la population était de 3 300 habitants ; 3 001 en 2015 ; 2 635 en 2021.

## Localités
Douze localités font partie de la commune (population 2010):
- Belitchié : 17 habitants
- Boïtsovo : 3 habitants
- Kommounary : 979 habitants
- Krotovo : 87 habitants
- Larionovo : 583 habitants
- Marino : 10 habitants
- Motornoïe : 285 habitants
- Potchinok : 1 050 habitants
- Siniovo : 90 habitants
- Soudakovo : 39 habitants
- Yarkoïe : 12 habitants
- Zaostrovié : 18 habitants